# Rutger Sernander
Johan Rutger Sernander (2 de novembre de 1866 - 27 d'octubre de 1944) va ser un botànic, geòleg i arqueòleg suec. Va ser un dels fundadors de l'estudi de la palinologia la qual més tard seria desenvolupada per Lennart von Post, Sernander també va ser un pioner en els moviments per la conservació de la natura i l'ecologia.
Va ser membre de la Reial Acadèmia Sueca de Ciències,